# Vladimir Voronkov
Vladimir Petrovič Voronkov (in russo Владимир Петрович Воронков?; Tugajevo, 20 marzo 1944 – Odincovo, 25 settembre 2018) è stato un fondista sovietico, dal 1991 russo.

## Palmarès

### Olimpiadi invernali
- Oro a Sapporo 1972 nella staffetta 4x10 km.

### Mondiali
- Oro a Vysoké Tatry 1970 nella staffetta 4x10 km.